# Frédéric Swarts

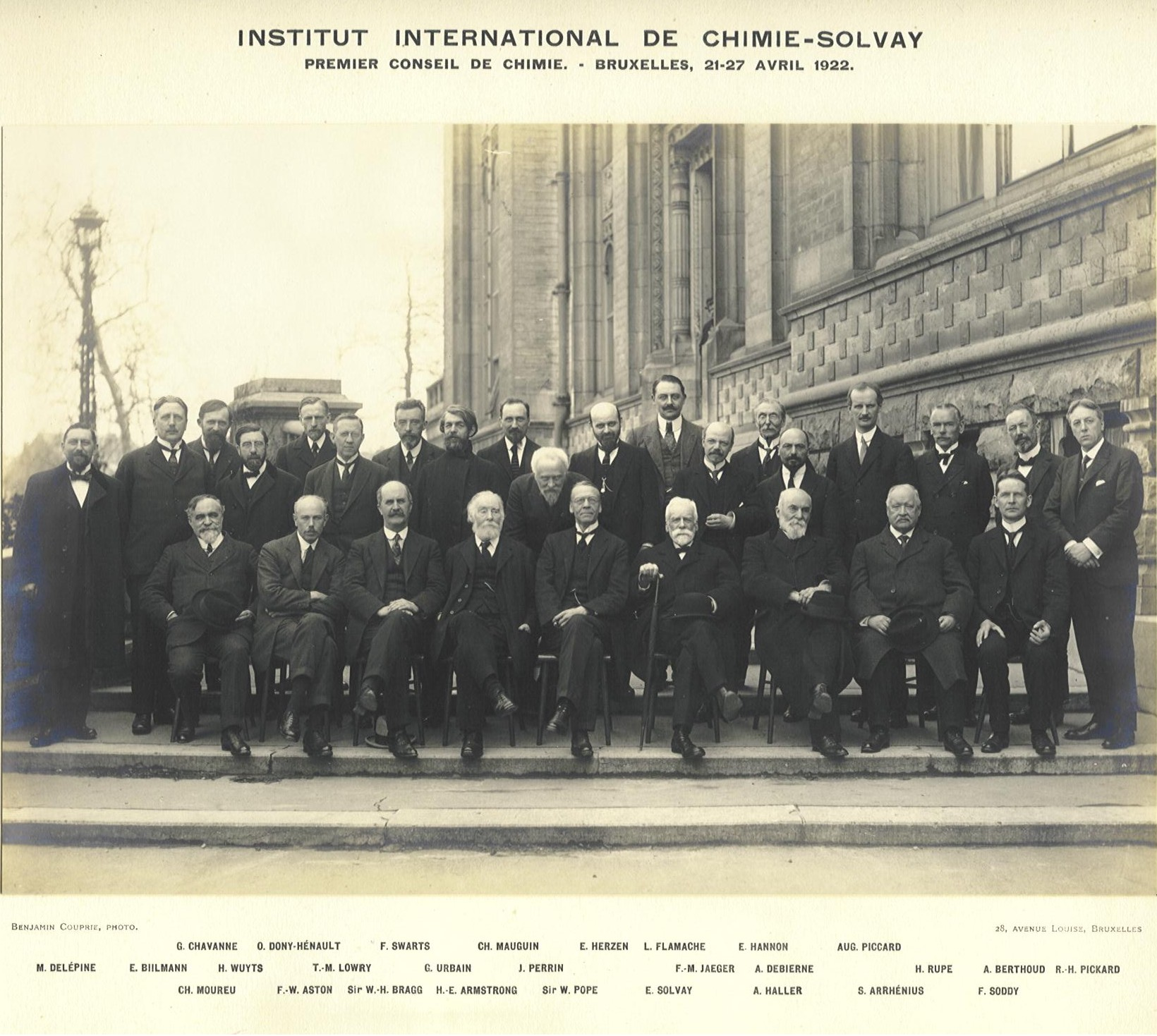
Primeiro Congresso de Solvay de Química 1922, Swarts está na fila de trás (de pé, sétimo a partir da esquerda), com a ponta da árvore atrás de sua cabeça

Frédéric Jean Edmond Swarts (Ixelles, 2 de setembro de 1866 – Gent, 6 de setembro de 1940) foi um químico belga.

## Vida
Seu pai Theodore Swarts (1839–1911) foi também químico e sucessor de August Kekulé como professor de química em Gent. Swarts estudou a partir de 1885 na Universidade de Gent, onde obteve em 1889 um doutorado em química e em 1891 em medicina. Foi docente de química na Universidade de Gent e a partir de 1903 sucessor de seu pai como professor de química.
Em 1922 produziu ácido trifluoroacético.
Swarts foi presidente do Institut International de Chimie Solvay e vice-presidente da União Internacional de Química Pura e Aplicada.

## Obras
- Cours de Chimie Organique, Librairie Scientifique, Paris: Hermann 1908